# Delves Lane
Delves Lane – wieś w Anglii, w hrabstwie Durham. Leży 17 km na północny zachód od miasta Durham i 387 km na północ od Londynu.